# Port des Célestins
Pour les articles homonymes, voir Quai des Célestins et Célestins (homonymie).
Le port des Célestins est une voie située dans les quartiers Saint-Gervais et de l'Arsenal du 4e arrondissement de Paris.

## Situation et accès
Le port des Célestins est desservi à proximité par la ligne 7 aux stations Pont Marie et Sully - Morland.

## Origine du nom
Le quai porte son nom d'après le couvent des Célestins qui était établi à proximité.

## Historique
Ancien port aux Pavés situé entre le pont de Sully sur la rive droite de la Seine et la rue Saint-Paul, il est rebaptisé en 1905 du nom du « quai des Célestins » qui le surplombe et un tronçon est rattaché au port Henri-IV. En 1967, une partie du port est transformée comme portion de la voie Georges-Pompidou et en 2016, la voie Georges-Pompidou devient totalement piétonne. Cette voie ne possède aucun bâtiment à l'exception de la maison des Célestins qui est également accessible depuis le quai éponyme situé au-dessus.

## Bâtiments remarquables et lieux de mémoire
- Maison des Célestins.

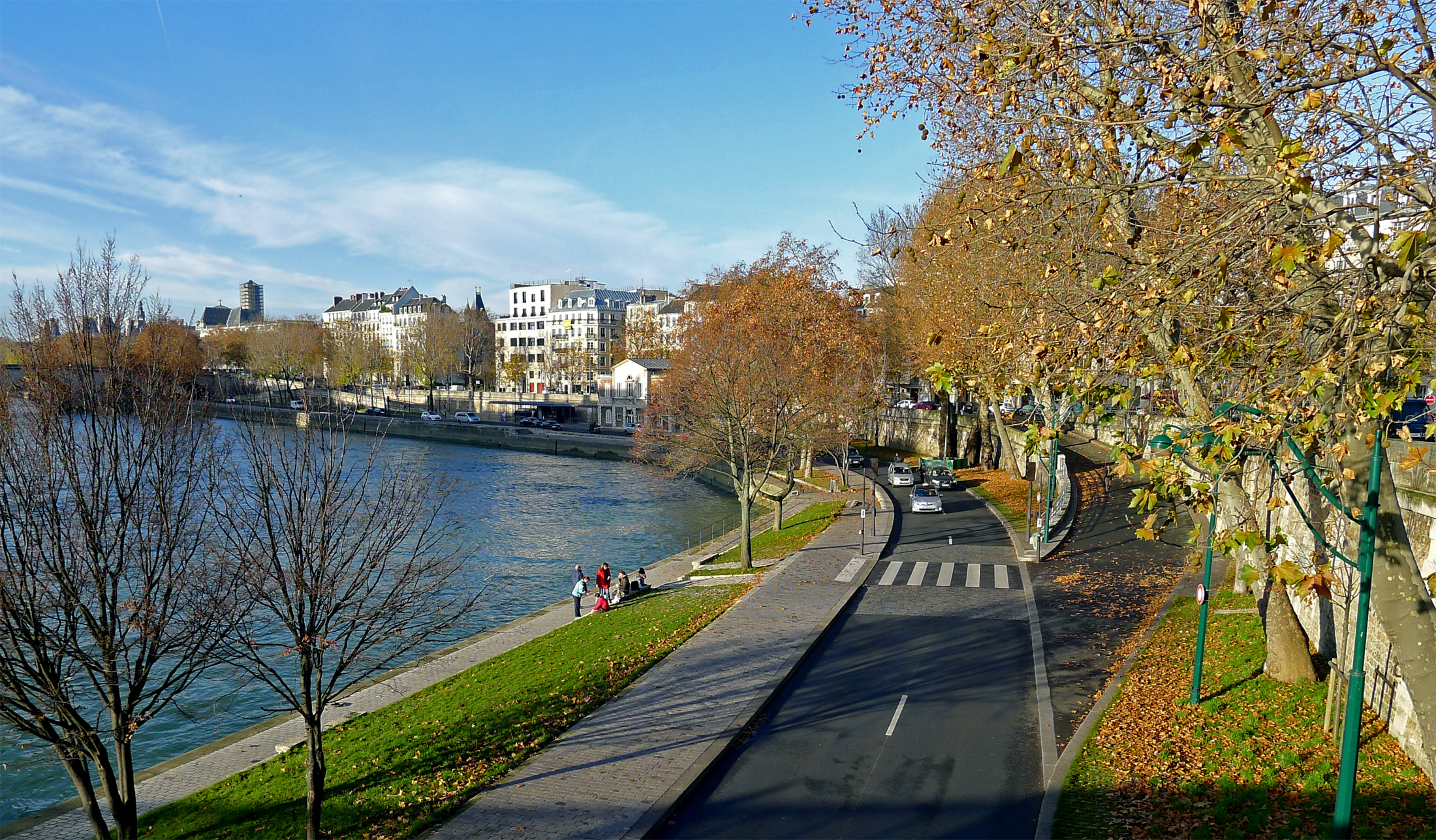
Port des Célestins vu du pont Sully (2013).
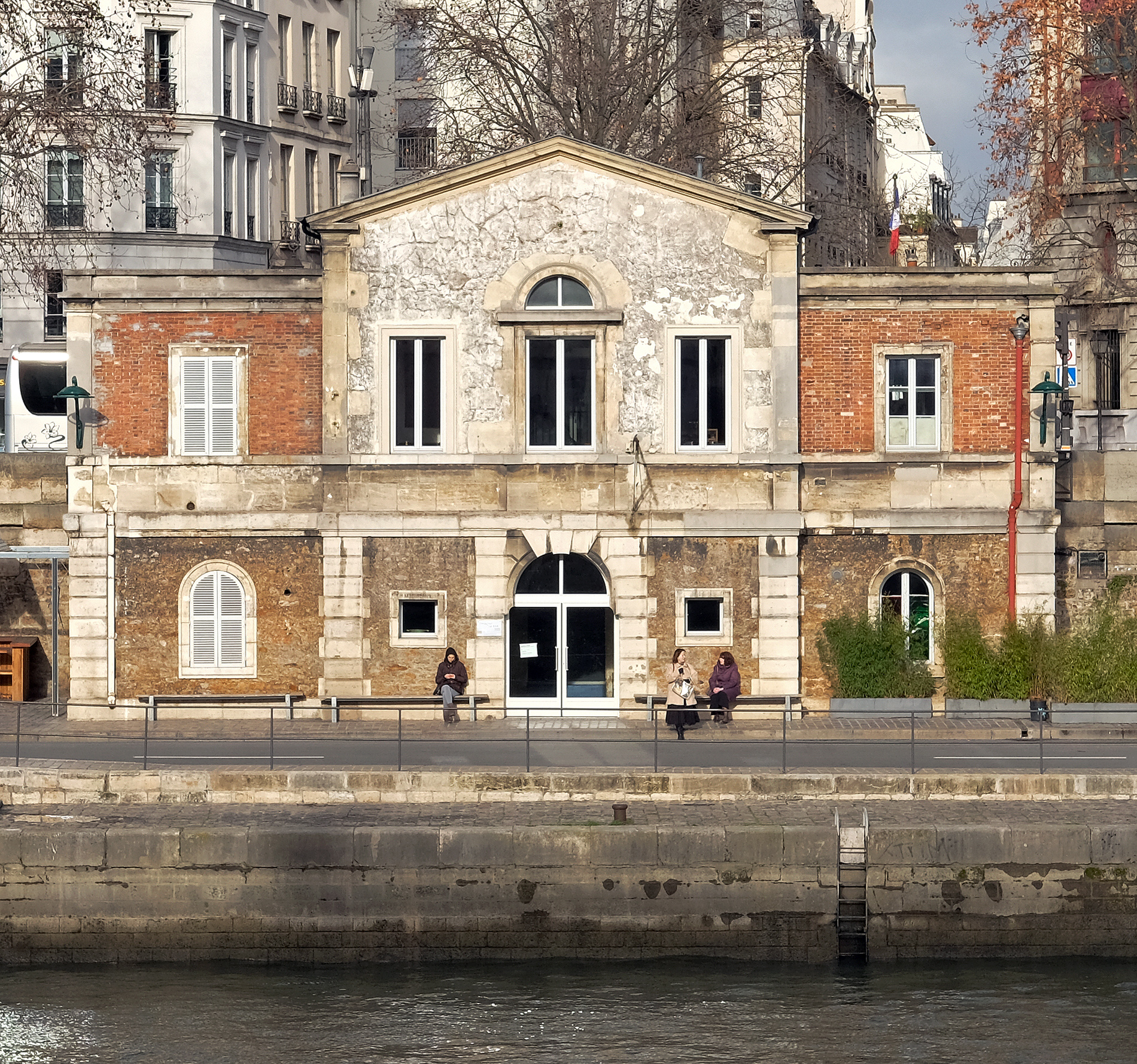
Maison des Célestins (détail).